# Hrebinky
Hrebinky (ukrainisch Гребінки; russisch Гребёнки Grebjonki) ist eine Siedlung städtischen Typs in der ukrainischen Oblast Kiew mit etwa 7000 Einwohnern. Die 1612 gegründete Ortschaft besitzt seit 1958 den Status einer Siedlung städtischen Typs.

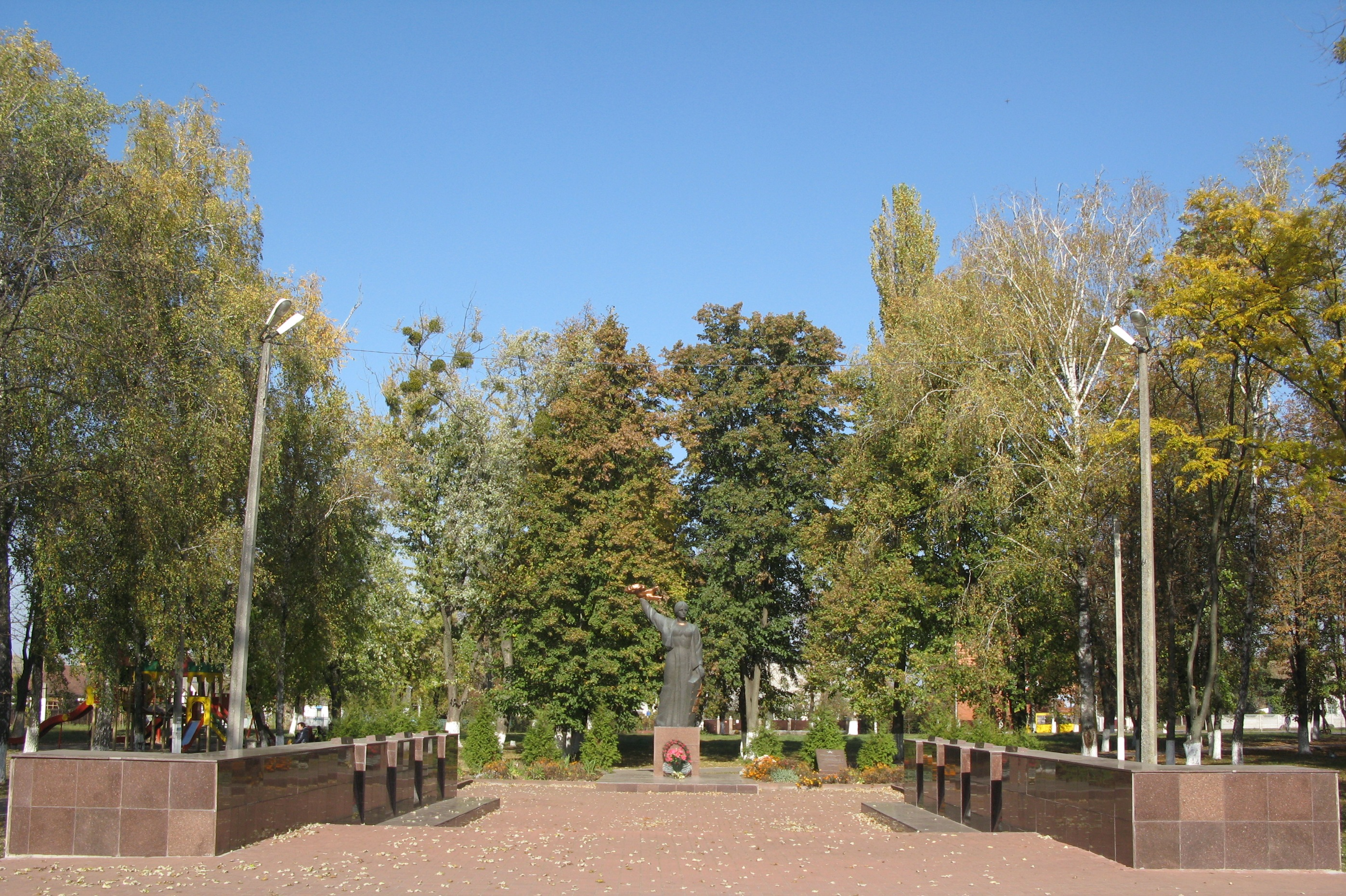
Denkmal im Ort

## Geographische Lage
Hrebinky liegt am Fluss Protoka (ukrainisch Протока), einem 59 km langen, linken Nebenfluss des Ros an der Fernstraße M 05 66 km südwestlich des Stadtzentrums von Kiew, 30 km südlich vom ehemaligen Rajonzentrum Wassylkiw und 22 km nördlich der Großstadt Bila Zerkwa. 5 km nördlich von Hrebinky liegt der Flugplatz Kiew-Süd.

## Verwaltungsgliederung
Am 12. Juni 2020 wurde die Siedlung zum Zentrum der neugegründeten Siedlungsgemeinde Hrebinky (Гребінківська селищна громада/Hrebinkiwska selyschtschna hromada). Zu dieser zählen auch die Siedlung städtischen Typs Doslidnyzke und die 10 in der untenstehenden Tabelle aufgelisteten Dörfer, bis dahin bildete sie die gleichnamige Siedlungsratsgemeinde Hrebinky (Гребінківська селищна рада/Hrebinkiwska selyschtschna rada) im Süden des Rajons Wassylkiw.
Am 17. Juli 2020 kam es im Zuge einer großen Rajonsreform zum Anschluss des Rajonsgebietes an den Rajon Bila Zerkwa.
Folgende Orte sind neben dem Hauptort Hrebinky Teil der Gemeinde:
| Name                     | Name                   | Name                                             |
| ukrainisch transkribiert | ukrainisch             | russisch                                         |
| ------------------------ | ---------------------- | ------------------------------------------------ |
| Doslidnyzke              | Дослідницьке           | Дослидницкое (Doslidnizkoje)                     |
| Ksaweriwka               | Ксаверівка             | Ксаверовка (Ksawerowka)                          |
| Ksaweriwka Druha         | Ксаверівка Друга       | Ксаверовка Вторая (Ksawerowka Wtoraja)           |
| Lossjatyn                | Лосятин                | Лосятин (Lossjatin)                              |
| Petriwka                 | Петрівка               | Петровка (Petrowka)                              |
| Pintschuky               | Пінчуки                | Пинчуки (Pintschuki)                             |
| Salywonky                | Саливонки              | Саливонки (Saliwonki)                            |
| Sokoliwka                | Соколівка              | Соколовка (Sokolowka)                            |
| Stepaniwka               | Степанівка             | Степановка (Stepanowka)                          |
| Trostynska Nowoselyzja   | Тростинська Новоселиця | Тростинская Новоселица (Trostinskaja Nowoseliza) |
| Wilschanska Nowoselyzja  | Вільшанська Новоселиця | Ольшанская Новоселица (Olschanskaja Nowoseliza)  |